# 索菲娅·巴雷拉
索菲娅·巴雷拉·埃斯皮诺萨（西班牙語：Sofía Varela Espinoza；1998年3月28日—），哥斯达黎加女子足球运动员，司职前锋，目前效力于哥斯达黎加国家女子足球队。她曾代表哥斯达黎加参加2023年国际足联女子世界杯。